# Silnice I/22

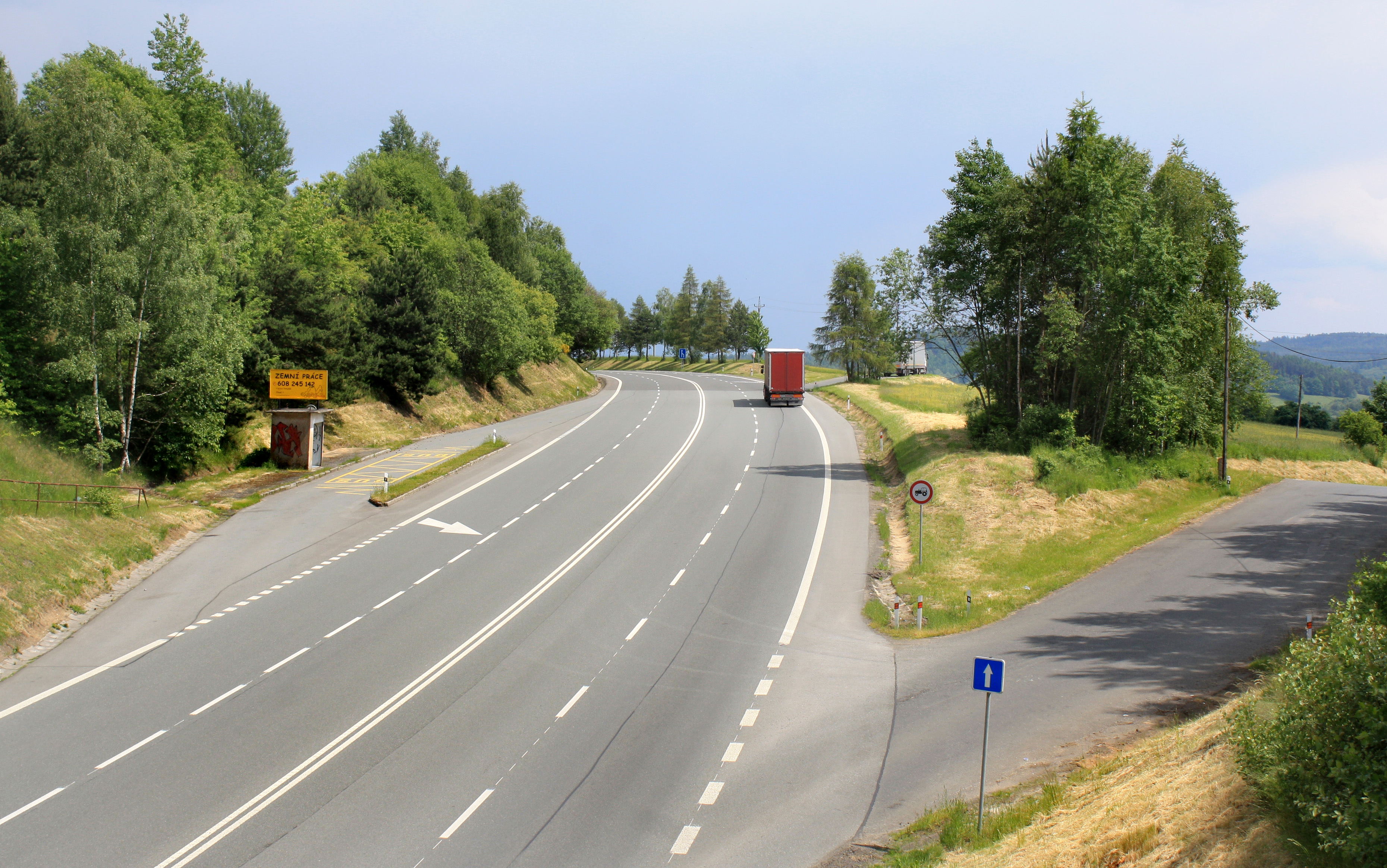
Silnice č. I/22 severně od Číhaně

Silnice I/22 je česká silnice I. třídy v Plzeňském a Jihočeském kraji, která spojuje města Domažlice, Klatovy, Horažďovice, Strakonice a Vodňany. Tvoří spojnici mezi silnicemi I/26, I/27, I/4 a I/20. Je dlouhá 110,609 km.
Dříve byla silnice č. 22 na obou koncích delší, na západě vedla až na hranici s Německem (nyní silnice II/189) a na východě z Vodňan do Českých Budějovic (úsek převeden na silnici I/20).

## Vedení silnice

### Plzeňský kraj

#### Okres Domažlice
- Draženov, křížení s I/26 a II/189
  - křížení s III/19368
- křížení s III/19365
- Domažlice
  - Hořejší Předměstí
  - křížení a peáž s II/193
  - křížení s III/19363
  - křížení s II/193
  - křížení s III/1903 a II/183
  - Bezděkovské Předměstí
- křížení s III/1839
- křížení s III/1907
- křížení s III/1839a
- křížení s III/19310 a III/1836
- Křížení s III/18411 a III/0222a
- křížení s III/0223 a peáž s II/184
- Kdyně
  - konec peáže s II/184, křížení s III/18415
- Brnířov, křížení s III/19011
- Hluboká, křížení s III/1923
- křížení s III/0225
- křížení s III/0226
- Nové Chalupy, křížení s II/192
- Loučim
- Libkov, křížení s III/1925 a III/1849

#### Okres Klatovy
- Nová Víska
- Vráž, křížení s III/1846
- křížení s III/1929 a III/0227
- Koryta, křížení s III/18510
- Kal, křížení s III/18512, III/0228 a železnicí Klatovy – Domažlice
- Beňovy

- Klatovy
  - křížení a peáž s II/191
  - křížení a peáž s I/27
- Sobětice
- křížení s III/1719

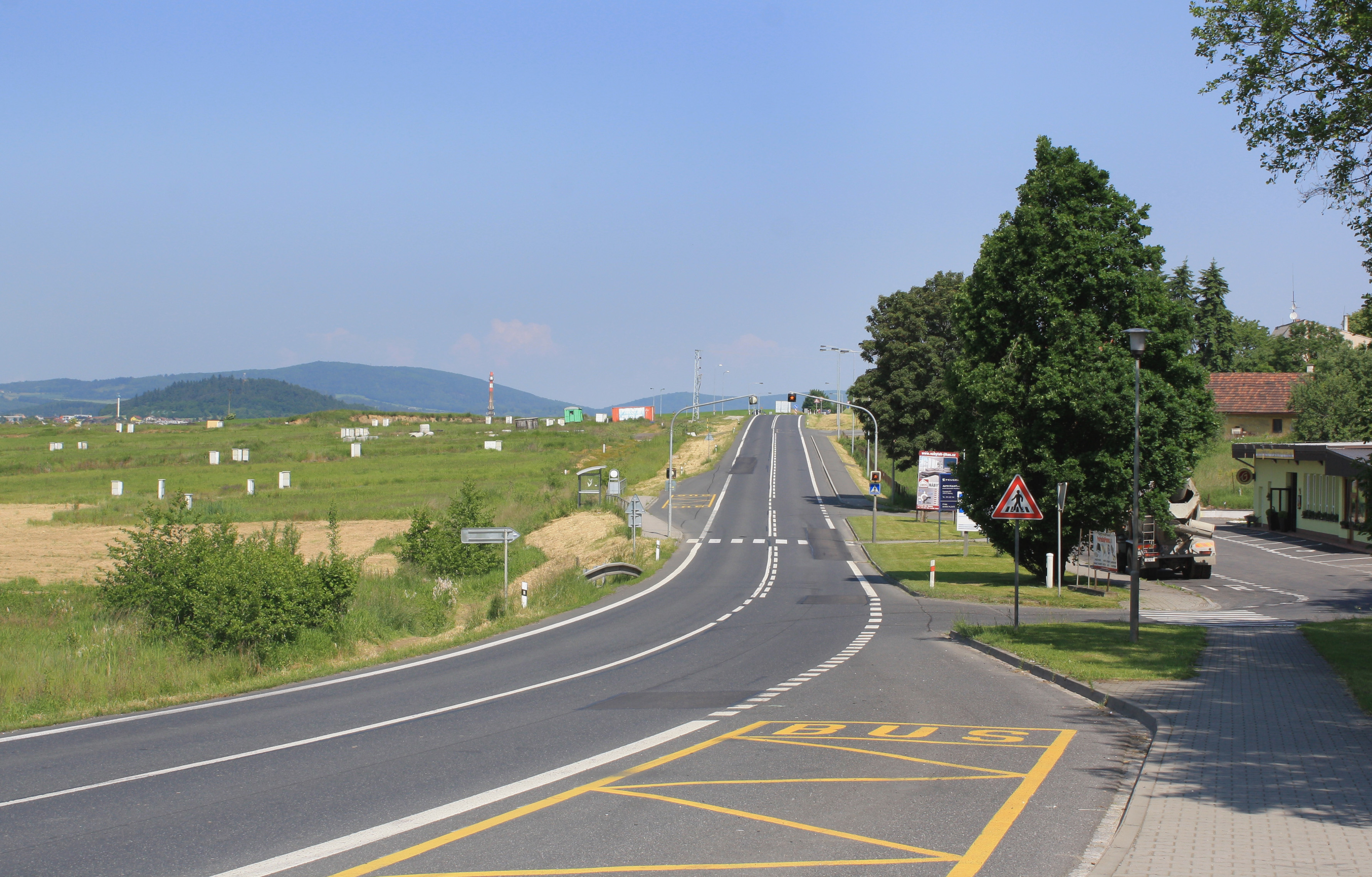
Silnice v Soběticích, části Klatov

- Mochtín, křížení s III/18716 a III/1862
- křížení s III/0229
- Kocourov
- Bystré
- MÚK s III/18713
- křížení s II/187
- Plánička, křížení s III/02211
- křížení s III/18711
- Zavlekov, křížení s III/02212
- křížení s III/18714 a III/02213

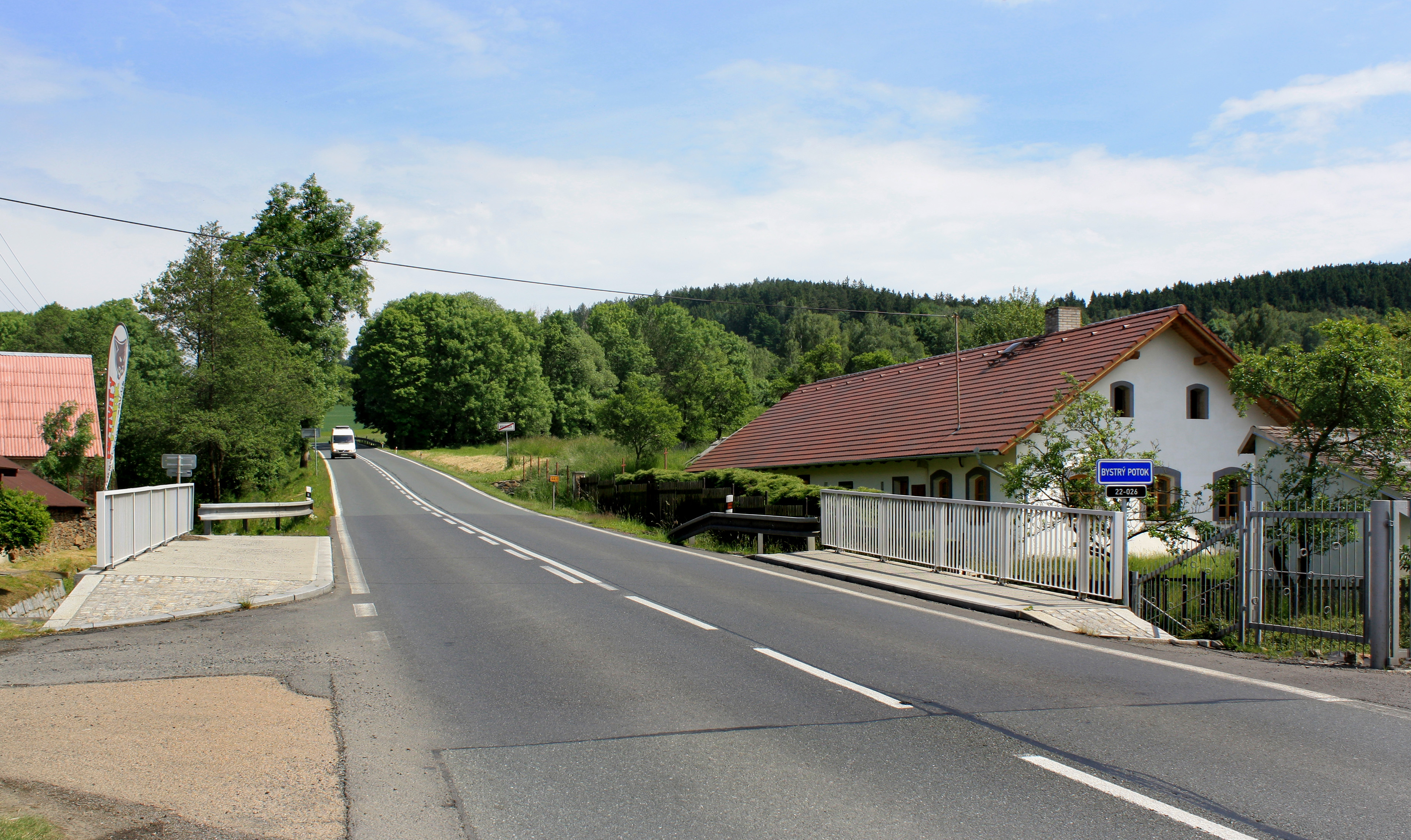
Most přes Bystrý potok v Kocourově

- Nalžovské Hory, křížení s III/02214, III/18610 a III/18719
- Hradešice, křížení s III/1697 a III/18624
- Malý Bor, křížení s III/18629 a III/18628
- křížení s II/169
- Horažďovice
  - křížení s III/18614
  - křížení s II/188
  - křížení s II/139
  - křížení s III/17214

### Jihočeský kraj

#### Okres Strakonice
- Střelské Hoštice, křížení s III/02215 a III/17210
- křížení s III/02217
- křížení s III/02216
- křížení s III/02217(a)
- Katovice
  - křížení s III/02218
  - křížení s III/02219
  - křížení s II/172
- Střela
- Virt (Nový Dražejov)
- Strakonice
  - křížení s III/02220
  - křížení s III/13911
  - křížení s III/1726
  - křížení a peáž s I/4
  - křížení s III/00430
- Podsrp
- křížení s III/1407
- křížení s III/1428
- křížení s III/1423
- Cehnice, křížení s III/1424 a III/1409
- křížení s III/02221
- Drahonice, křížení s II/140 a III/02222
- Skočice, křížení s III/02032
- Lidmovice, křížení s III/14118
- Křtětice, křížení s III/02223
- MÚK s I/20

## Související silnice III. třídy
- III/0222a Odbočka na Kout na Šumavě, křížení s III/1903 a s III/18415 – I/22
- III/0223 I/22 – Kdyně – II/184

- III/0225 odbočka na Dobříkov – Branišov
- III/0226 odbočka na Smržovice
- III/0227 odbočka na Struhadlo
- III/0228 Kal – Tajanov, křížení s III/18515
- III/0229 odbočka na Lhůtu
- III/02211 Plánička – Vlčnov
- III/02212 Zavlekov – Plichtice
- III/02213 odbočka na Tužice
- III/02214 Nalžovské Hory – Letovy
- III/02215 Střelské Hoštice – zadní Hoštice, křížení s III/02216 – Střelskohoštická Lhota – Sedlo
- III/02216 Horní Poříčí I/22 – zadní Hoštice, křížení s III/02215
- III/02217 odbočka na Horní Poříčí, křížení s III/02216 – Dolní Poříčí – křížení s I/22
- III/02217a Dolní Poříčí
- III/02218 Katovice – Mnichov
  - k této trase se vztahuje anekdota, kdy se jeden člověk vsadil, že za den dojde pěšky z Katovic do Mnichova. Ovšem druhá strana měla na mysli Katowice a München
- III/02219 Katovice – Krty
- III/02220 Strakonice – Dražejov
- III/02221 odbočka na Dunovice
- III/02222 Drahonice – Albrechtice
- III/02223 Křtětice – Pohorovice, křížení s III/02032

## Modernizace silnice
| Číslo | Název                                    | Délka        | Kategorie      | Zahájení výstavby | Uvedení do provozu | Křižovatky |
| ----- | ---------------------------------------- | ------------ | -------------- | ----------------- | ------------------ | ---------- |
| P87   | Domažlice, obchvat                       | 12,3 km      | 11,5/70        | plánováno 2028    | plánováno 2030     | Domažlice  |
|       | Domažlice – Kout na Šumavě, úprava trasy | 3,2 km       | 9,5/90         | bude oznámeno     | bude oznámeno      |            |
| P81   | Klatovy – Beňovy – Kal                   | 1,6 km       | 9,5/90         | plánováno 2029    | plánováno 2031     |            |
| P85   | Zavlekov, úprava trasy                   | 2,5 km       | 9,5/70         | plánováno 2029    | plánováno 2031     |            |
| P88   | Horažďovice, obchvat                     | 5,2 km       | 9,5/90         | plánováno 2028    | plánováno 2030     |            |
| C61   | Strakonice                               | 1,5 km       | 13/60          | 03/2017           | 09/2018            |            |
| Y6    | Vodňany – hranice Plzeňského kraje       | 38 – 12,9 km | 11,5/80 9,5/80 | bude oznámeno     | bude oznámeno      | Katovice   |